# Ipomoea livescens
Ipomoea livescens är en vindeväxtart som först beskrevs av Diederich Franz Leonhard von Schlechtendal, och fick sitt nu gällande namn av Carl Daniel Friedrich Meisner. Ipomoea livescens ingår i släktet praktvindor, och familjen vindeväxter. Inga underarter finns listade i Catalogue of Life.